# Nowa Wieś Kłodzka

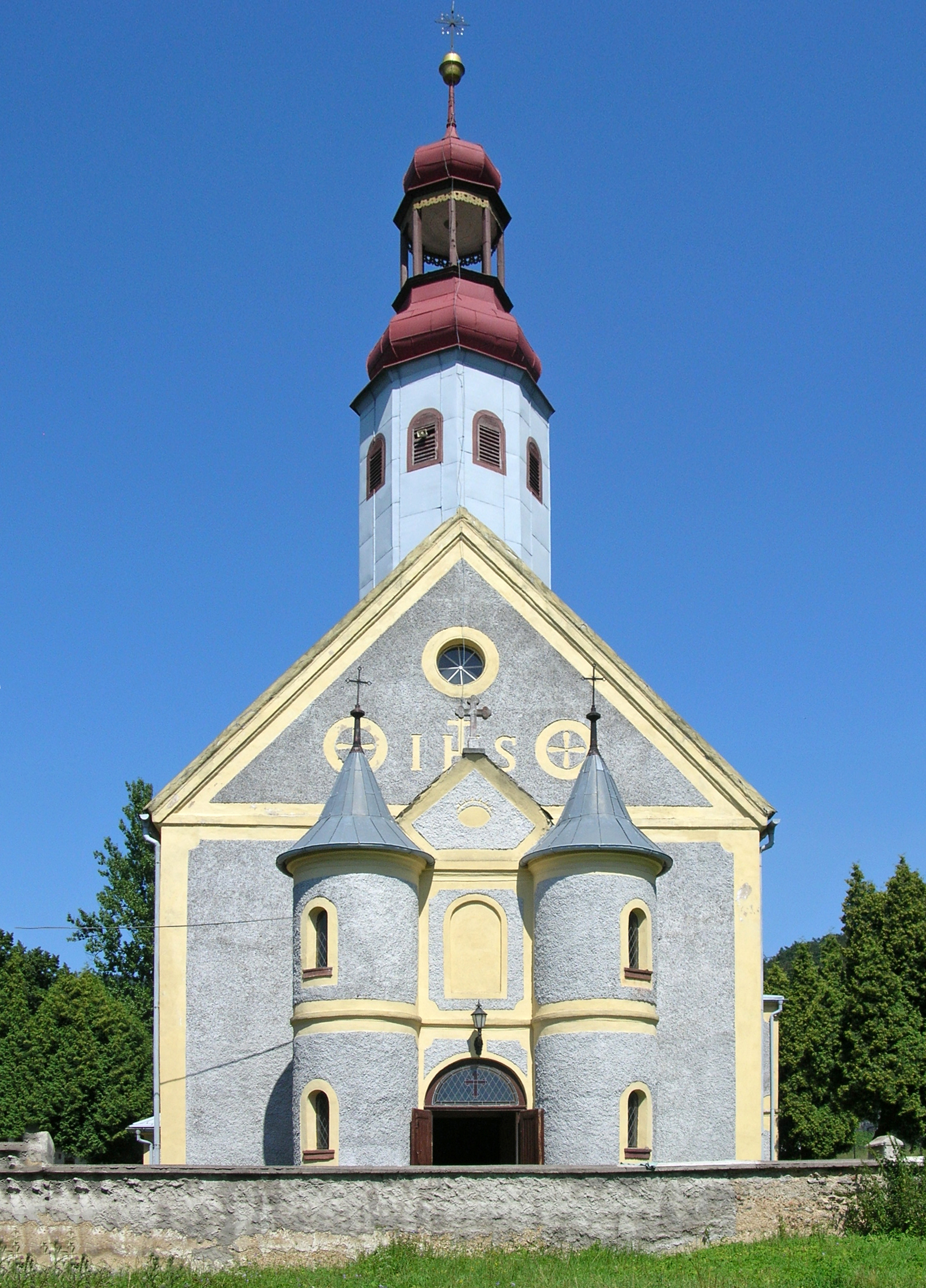
Kirche der hl. Kreuzauffindung

Nowa Wieś Kłodzka (deutsch: Neudorf) ist ein Ort in der Landgemeinde Nowa Ruda im Powiat Kłodzki der Woiwodschaft Niederschlesien in Polen. Es liegt acht Kilometer östlich von Nowa Ruda (Neurode).

## Geographie
Nowa Wieś Kłodzka liegt am Westhang des Warthagebirges (polnisch Góry Bardzkie), unterhalb des 684 m hohen Passes von Silberberg (Przelącz Srebrna), auf dem  der preußische König Friedrich II. die Festung Silberberg errichten ließ. Südlich liegen der 476 m hohe Berg Kortunal (Völken Plan) und der 667 m hohe Słup (Hupprich). Nachbarorte sind Nowa Ruda und Woliborz (Volpersdorf) im Nordwesten, Srebrna Góra (Silberberg) im Nordosten, Wilcza (Wiltsch) im Südosten, Czerwienczyce (Rothwaltersdorf) im Süden, Słupiec (Schlegel) im Südwesten und Dzikowiec (Ebersdorf) im Westen.

## Geschichte
Neudorf wurde erstmals 1336 erwähnt und trug zunächst die Bezeichnung „Oberwaltersdorf“, bzw. das „neue Waltersdorf unter dem Silberberg“, woraus sich durch Verballhornung mit der Zeit die Bezeichnung Neudorf entwickelte. Es gehörte zum Neuroder Distrikt im Glatzer Land, mit dem es die Geschichte seiner politischen und kirchlichen Zugehörigkeit von Anfang an teilte. Zuständige Pfarrei war stets die Pfarrkirche im benachbarten Rothwaltersdorf.
Das Dorf bestand zunächst aus drei Anteilen:
- Zum böhmisch-königlichen Rentamtsanteil gehörten alle Bauern des Dorfes, einige Kalkbrennereien sowie die Obergerichtsbarkeit über alle drei Anteile. Es war um die Mitte des 14. Jahrhunderts im Besitz des Breslauer Domherrn Nikolaus von Pannwitz, dem am 10. September 1347 der böhmische König Karl IV. unter anderen Besitzungen im Glatzer Land auch das Lehen in Neudorf bestätigte. Gleichzeitig wurde festgelegt, dass dieses nach dem Tode des Nikolaus von Pannwitz zu gleichen Teilen an Titzko von Pannwitz sowie die Söhne des verstorbenen Bruders Wolfgang von Pannwitz fallen sollte. Vermutlich als erledigtes Lehen fiel dieser Anteil 1565 durch Heimfall an die Krone Böhmen.
- Der zweite Anteil, zu dem u. a. der Dorfkretscham gehörte, war 1560 im Besitz des Hans von Güsner auf Eckersdorf und kam später an das Freirichtergut in Rothwaltersdorf, mit dem es bis zur Aufhebung der Patrimonialherrschaft verbunden blieb.
- Das Freirichtergut[1] mit Vorwerk, Wassermühle, einigen Gärtnern und Häuslern sowie je einem Bäcker, Fleischer, Schmied, Schneider und Schuhmacher gehörte zu Anfang des 15. Jahrhunderts einem Nicklas Pruser. Nach zahlreichen Besitzerwechseln kam es 1731 an den Reichsgrafen Franz Anton von Götzen. Dessen Sohn Johann Joseph Leonhard von Götzen (1727–1771) veräußerte das Freirichtergut um die Mitte des 18. Jahrhunderts. Um 1766 war es im Besitz eines Joseph Schön aus Mähren.

Nach dem Ersten Schlesischen Krieg 1742 und endgültig mit dem Hubertusburger Frieden 1763 fiel Neudorf zusammen mit der Grafschaft Glatz an Preußen. 1789 erhielt Neudorf von der erzbischöflichen Kammer die Erlaubnis, eine eigene Begräbniskapelle mit einem Friedhof zu errichten. Die Kapelle wurde 1794 fertiggestellt und am 18. November zur „Ehre der Auffindung des hl. Kreuzes“ geweiht. Nachfolgend wurde ein Pfarrhaus erbaut, so dass 1803 ein eigener Kaplan angestellt werden konnte. Seit 1794 hatte Neudorf eine Schule. Für die Zeit um 1800 nachgewiesen: Ein Freirichtergut, eine Wassermehlmühle, ein Kretscham, elf Bauern sowie 60 Gärtner und Häusler sowie mehrere Kalksteinbrüche. 1799 wurden 548 Einwohner gezählt.
Nach der Neugliederung Preußens gehörte Neudorf ab 1815 zur Provinz Schlesien, die in Landkreise aufgeteilt wurde. 1816–1853 war der Landkreis Glatz, 1854–1932 der Landkreis Neurode zuständig. Nach dessen Auflösung 1932 gehörte es bis 1945 wiederum zum Landkreis Glatz. Ab 1874 gehörte die Landgemeinde Neudorf zusammen mit der Landgemeinde Ebersdorf und dem Gutsbezirk Ebersdorf zum Amtsbezirk Ebersdorf. Zu einem wirtschaftlichen Aufschwung kam es ab 1902 mit der Inbetriebnahme der Eulengebirgsbahn, an der Neudorf einen Halt erhielt.
Als Folge des Zweiten Weltkriegs fiel Neudorf 1945 mit dem größten Teil Schlesiens an Polen und wurde in Nowa Wieś und später zur Unterscheidung von gleichnamigen Ortschaften in Nowa Wieś Kłodzka umbenannt. Die deutsche Bevölkerung wurde 1945/46 weitgehend vertrieben. Die neu angesiedelten Bewohner waren teilweise Zwangsumgesiedelte aus Ostpolen, das an die Sowjetunion gefallen war. 1975–1998 gehörte Nowa Wieś zur Woiwodschaft Wałbrzych (Waldenburg).

## Sehenswürdigkeiten
- Die Kirche „Zur Ehre der hl. Kreuzauffindung“ wurde 1789 im Barockstil errichtet und stilgleich eingerichtet. Bis zur Anstellung des Kaplans 1803 diente sie als Begräbniskirche. Der Glockenturm wurde mit einem hohen Dachreiter geschmückt. Die Westfassade ist mit zwei Rundtürmen gestaltet.